# Prodyna
Prodyna – organiczny związek chemiczny, syntetyczny opioid. Występuje w postaci dwóch diastereoizomerów, alfaprodyny o konfiguracji 3R,4S i betaprodyny o konfiguracji 3R,4R. Oba znajdują się w grupie I-N Ustawy o przeciwdziałaniu narkomanii i są objęte Jednolitą konwencją o środkach odurzających z 1961 roku (wykaz I).